# Kecamatan Gunungbalak
Kecamatan Gunungbalak är ett distrikt i Indonesien.   Det ligger i provinsen Lampung, i den västra delen av landet, 170 km nordväst om huvudstaden Jakarta.